# Сент Мериз (Канзас)
Сент Мериз (енгл. St. Marys) град је у америчкој савезној држави Канзас.

## Демографија
По попису из 2010. године број становника је 2.627, што је 429 (19,5%) становника више него 2000. године.
| Група             | 2000.         | 2010.         |
| Белци             | 2.027 (92,2%) | 2.260 (86,0%) |
| Афроамериканци    | 20 (0,9%)     | 29 (1,1%)     |
| Азијати           | 11 (0,5%)     | 14 (0,5%)     |
| Хиспаноамериканци | 91 (4,1%)     | 236 (9,0%)    |
| Укупно            | 2.198         | 2.627         |